# Alte Schanzen (Stammersdorf)

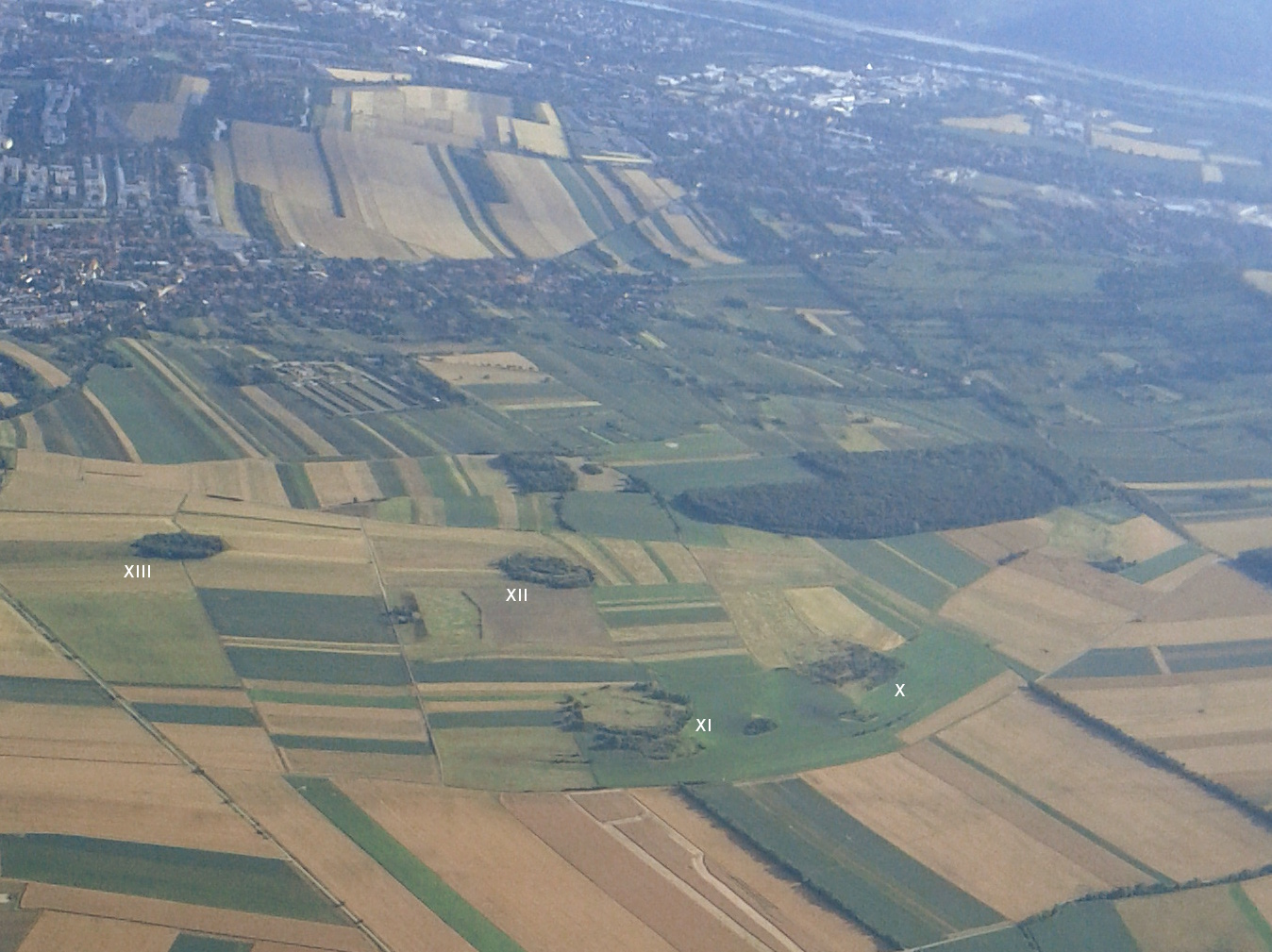
Die Alten Schanzen aus der Luft von Norden aus gesehen

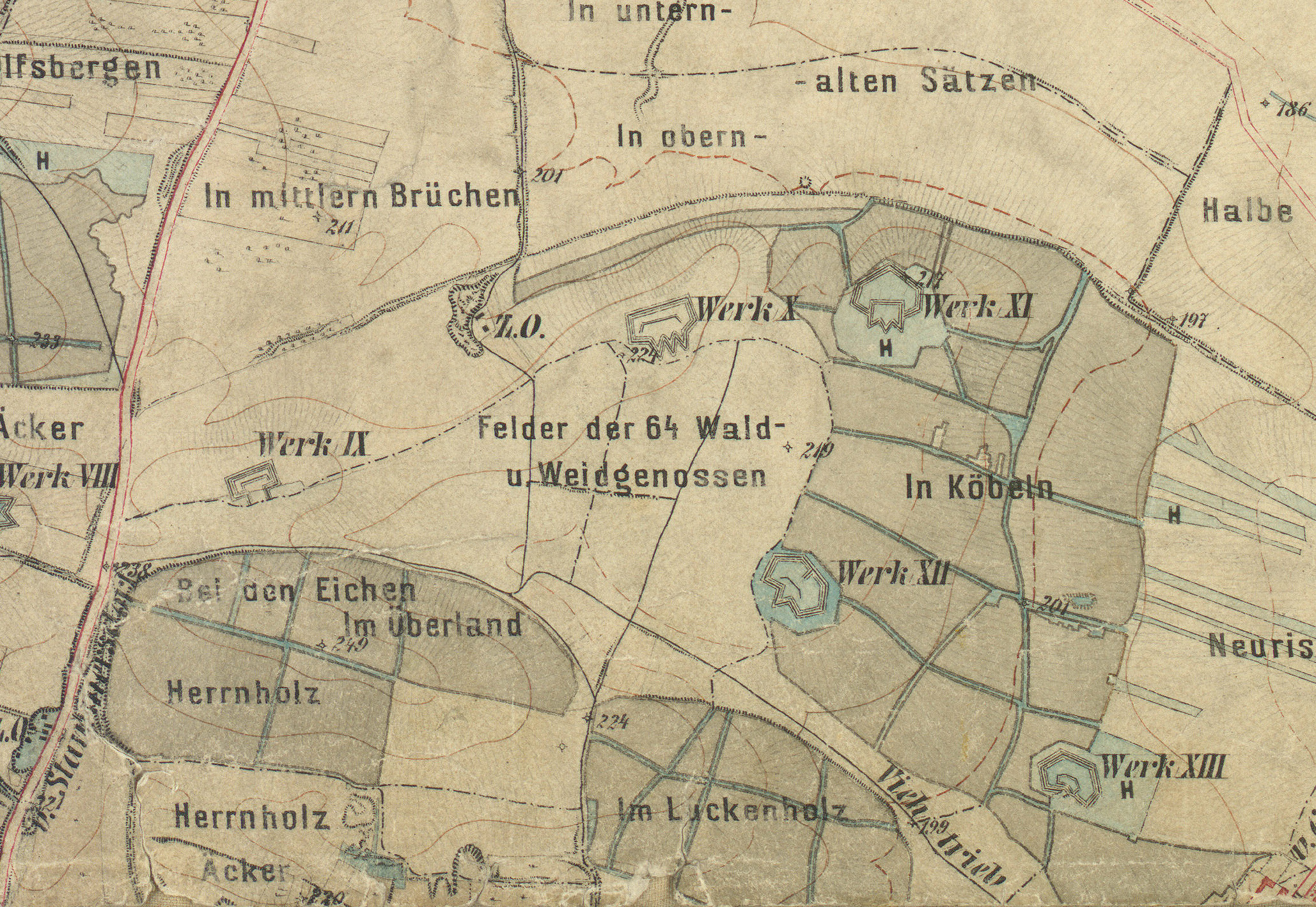
Die Alten Schanzen um 1873 (Aufnahmeblatt)

Die Alten Schanzen in Stammersdorf in Wien sind ehemalige Verteidigungsanlagen und heute bemerkenswerte Naturdenkmäler.

## Geographie und Geologie
Die Alten Schanzen befinden sich im 21. Wiener Gemeindebezirk Floridsdorf am Nordostrand Wiens zwischen Brünner- und Hagenbrunner Straße. Sie weisen in Summe eine Fläche von rund 9,5 Hektar auf und befinden sich auf einem sanft welligen Höhenrücken in ungefähr 220 Meter Seehöhe. Die umgebenden landwirtschaftlichen Flächen gelten als schwer zu bewirtschaften. Im Süden befindet sich das bewaldete Herrenholz, danach fällt das Gelände über Weingärten nach Stammersdorf ab. Im Westen befindet sich der Bisamberg, im Osten und Norden, deutlich durch eine Geländestufe getrennt, das intensiv landwirtschaftlich genützte Marchfeld.
Die Schanzen gehören geologisch zur Laaerberg-Terrasse, der höchsten und ältesten glaziale Flussterrasse im Wiener Raum. Deren Schotter tritt in seichtgründigen Äckern der Umgebung zuweilen zutage. Bei den Böden im Gebiet handelt es sich um fruchtbare Tschernoseme.

## Geschichte

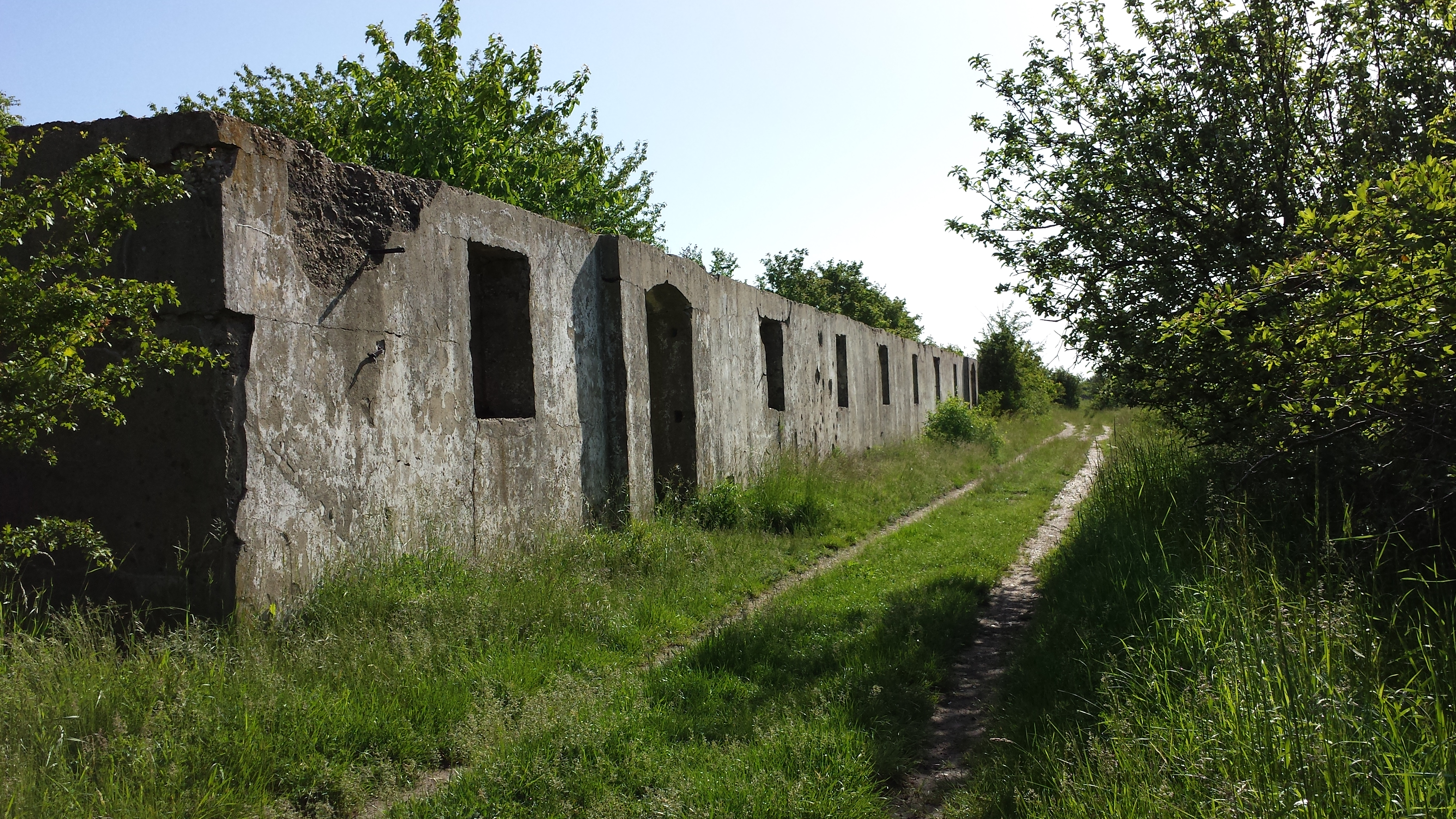
Ruine eines während des Ersten Weltkriegs errichteten Gebäudes auf Werk X

Die Schanzen wurden während des Preußisch-Österreichischen Krieges 1866 als Verteidigungsanlagen zur Sicherung Wiens gegen die aus dem Marchfeld anrückenden preußischen Truppen errichtet. Dazu wurde im Zentralbereich der Schanzen der Oberboden abgetragen sowie um die Anlagen Gräben ausgehoben. Das anfallende Material wurde dazu verwendet, um Wälle aufzuschütten. Es wurden 31 Schanzen errichtet, der Verteidigungsgürtel erstreckte sich von Langenzersdorf, über den Bisamberg und die Alten Schanzen, Leopoldau, Kagran, Hirschstetten, Aspern bis zur damaligen Insel Lobau. Die Bauwerke wurden durchnummeriert, die hier behandelten vier Schanzen tragen die Nummern X bis XIII. Zur Errichtung der Befestigungsanlagen wurden alle verfügbaren Arbeitskräfte, auch Frauen, Kinder und alte Menschen, requiriert. Die Verteidigungswerke waren insgesamt mit 260 Geschützen und 5000 Soldaten besetzt. Zum Einsatz kamen sie jedoch nicht, da ein Waffenstillstand geschlossen und die preußischen Truppen am Rußbach zum Stehen kamen.
Zu Beginn des Ersten Weltkriegs wurden die bereits in die Jahre gekommenen ehemaligen Schanzen reaktiviert und sollten als Teil des Wiener Brückenkopfes die Stadt vor einem möglichen russischen Angriff schützen. Auf Schanze X wurde ein Munitionsgebäude errichtet, dessen Ruine noch besteht. Nachdem die russischen Truppen in den Karpaten aufgehalten werden konnten, wurden die Verteidigungsanlagen auch diesmal nicht eingesetzt.
Im Zweiten Weltkrieg wurden auf einigen Schanzen Fliegerabwehrkanonenstellungen errichtet. Im nahe gelegenen Herrenholz befand sich ein Ausbesserungswerk für Flugzeugmotoren. Während der letzten Kriegswochen erreichte die Frontlinie das Gebiet und es fanden nun auf den Alten Schanzen Kampfhandlungen zwischen deutschen Truppen und der vorrückenden Roten Armee statt.
Am 5. Juni 1981 wurden die Schanzen X bis XIII unter der Nummer 695 als Naturdenkmal geschützt. Die Werke X bis XII liegen zudem seit Dezember 2004 im rund 340 Hektar großen Europaschutzgebiet Bisamberg.
Zwischen Schanze XI und XIII wurde zwischen 1993 und 1996 ein Wasserbehälter der Wiener Wasserwerke errichtet.

## Natur
Die Schanzen sind heute vier markante, stark reliefierte Trocken- und Halbtrockenrasen. Das Klima ist durch Trockenheit, Wärme und Windexponiertheit geprägt, was zur pannonischen Flora der Schanzen beiträgt. Aufgrund der Geländeverhältnisse war ein Ackerbau auf den Schanzen nicht möglich, weshalb ihre Flora bewahrt wurde. Bis Ende der 1970er Jahre wurden die Schanzen beweidet und so gehölzfrei gehalten. Nach Ende der Beweidung setzte eine mehr oder weniger starke Verbuschung ein. Pflanzensoziologisch treten folgende Einheiten auf: Kontinentale Trockenrasen in den Zentren der Schanzen XI und XII, Subkontinentale Halbtrockenrasen auf trockenen, durchlässigen Tschernosemen und in den Randbereichen Versaumungstendenzen, (Sub-)xerophile Blutstorchschnabel-Saumgesellschaften sowie als Vorwaldstadium Flaumeichen-Buschwald. Die Äcker um die Schanzen weisen eine interessante Segetalflora (z. B. Acker-Schwarzkümmel) auf.
Schanze X (48° 19′ 13,6″ N, 16° 24′ 58,4″ O) ist das nordwestlichste Bauwerk und weist eine Fläche von rund 3 Hektar auf und besteht zum Großteil aus Subkontinentalen Halbtrockenrasen. Auf dem Gemäuer der Ruine wachsen Arten der Trockenrasen. Bemerkenswert ist zudem ein Vorkommen der seltenen Adria-Riemenzunge.
Schanze XI (48° 19′ 15″ N, 16° 25′ 16,9″ O) ist mit 4 Hektar das größte Werk und liegt im Nordosten. Der Zentralbereich besteht aus einem aus Abtragung entstandenen Kontinentalen Trockenrasen. Typische Arten, die hier auftreten, sind Blut-Storchschnabel, Diptam, Aufrecht-Waldrebe, Frühlings-Adonis, Sand-Fingerkraut, Schmalblüten-Traubenhyazinthe, Groß-Küchenschelle, Gelb-Lauch und Bunt-Sesel.
Schanze XII (48° 18′ 59,6″ N, 16° 25′ 8,3″ O) ist 1,3 Hektar groß, stark reliefiert und kleinräumig – u. a. in Kontinentale Trockenrasen – gegliedert. Erwähnenswerte Pflanzenarten sind u. a. Mild-Mauerpfeffer, Zwerg-Gelbstern und Bunt-Schwertlilie.
Schanze XIII (48° 18′ 49,5″ N, 16° 25′ 31,2″ O) liegt im Südosten nahe der Brünnerstraße, besitzt eine Fläche von 1,1 Hektar und ist bereits stark bewaldet bzw. verbuscht.
Die Alten Schanzen beherbergen eine Vielzahl an gefährdeten oder vom Aussterben bedrohten Arten und sind demgemäß entsprechend bedeutend und schützenswert. Es wurden rund 360 Gefäßpflanzen erfasst, von denen 62 als gefährdet, 10 als stark gefährdet und zwei als vom Aussterben bedroht gelten. Aus faunistischer Sicht gelten die Alten Schanzen und der Bisamberg ebenfalls als einzigartig: 731 Schmetterlingsarten, 393 Bienenarten und 347 Wanzenarten wurden beispielsweise erfasst und sollen hier die hohe Diversität darstellen.
Die Schanzen sind Teil des Natura-2000-Gebiets Bisamberg und auch einzeln als Naturdenkmäler ausgewiesen. Dabei kommen die Lebensraumtypen 6210 „Naturnahe Kalk-Trockenrasen“, 6240 „Subpannonische Steppen-Trockenrasen“ und 6250 „Pannonische Steppen-Trockenrasen auf Löss“ gemäß FFH-Richtlinie Anhang I zum Tragen. Eine bekannte FFH-Tierart im Gebiet ist das Europäische Ziesel. Trotzdem kam es bis in die jüngste Zeit zu Flächeneinbußen durch die umliegenden Bewirtschaftungen. Seit 2007 werden einzelne Areale durch die Stadt Wien mit Ziegen beweidet um die Verbuschung hintanzuhalten.

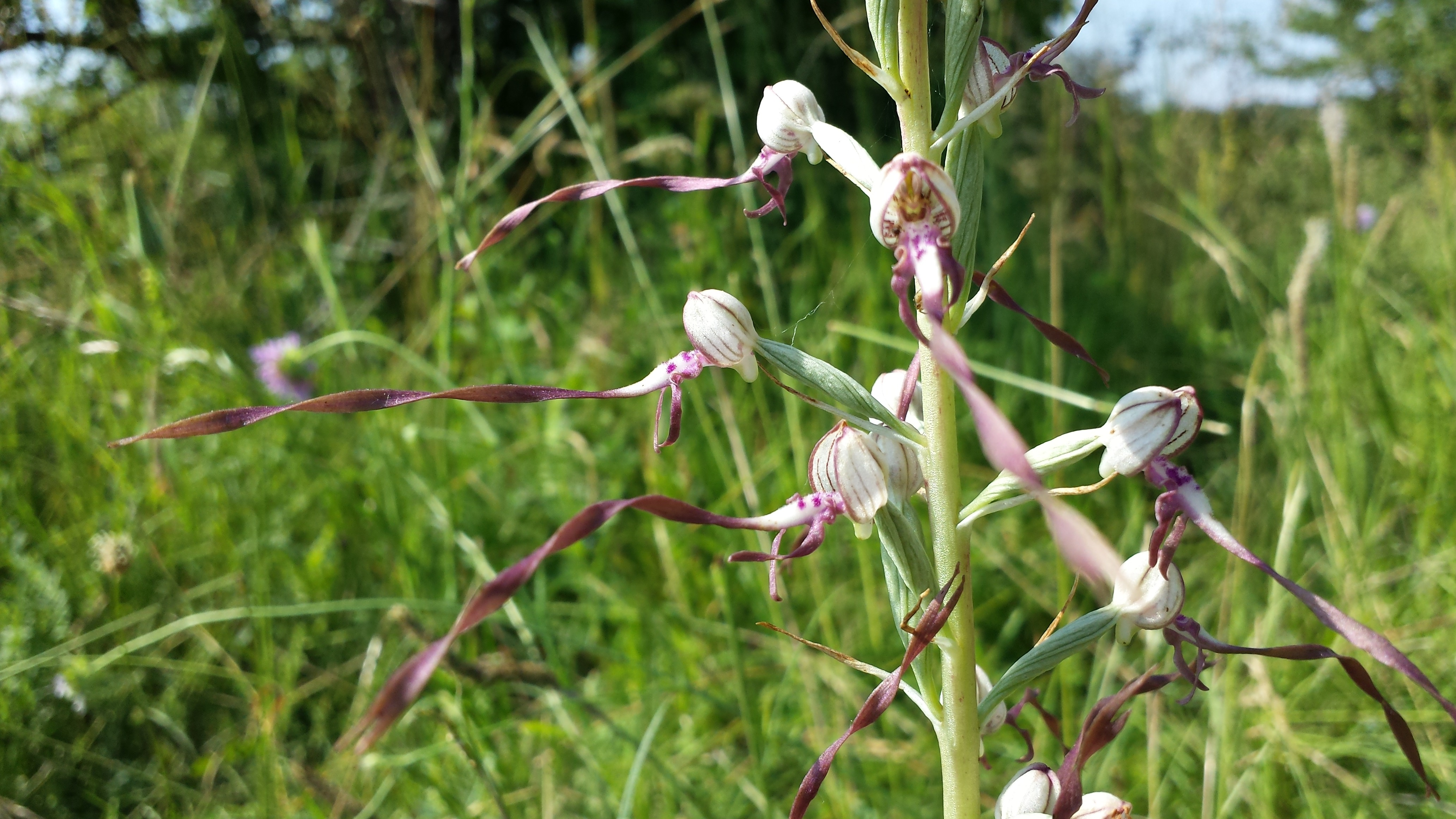
Adria-Riemenzunge auf Werk X
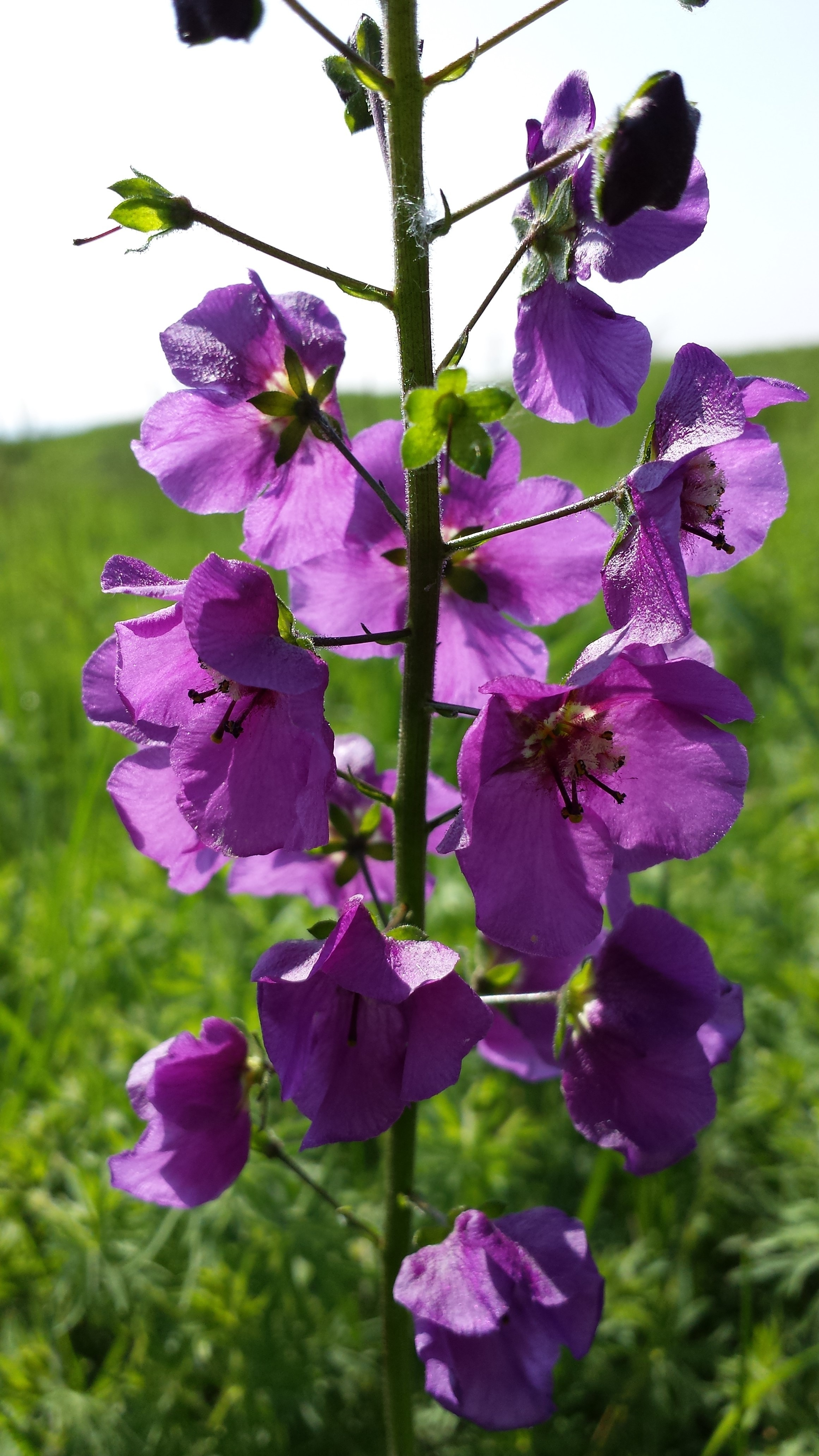
Purpur-Königskerze auf Werk XI
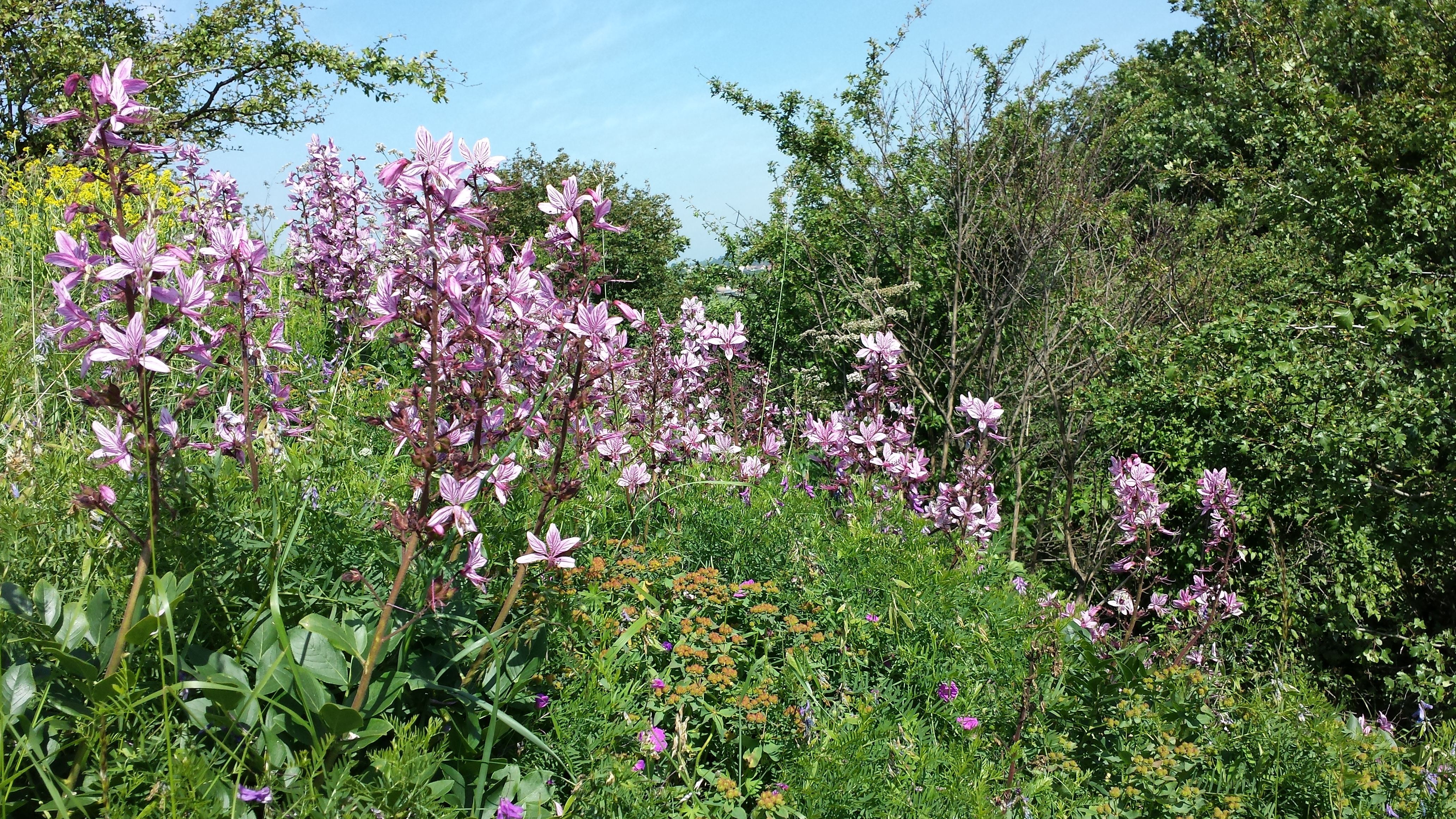
Graben von Werk XI mit Diptam
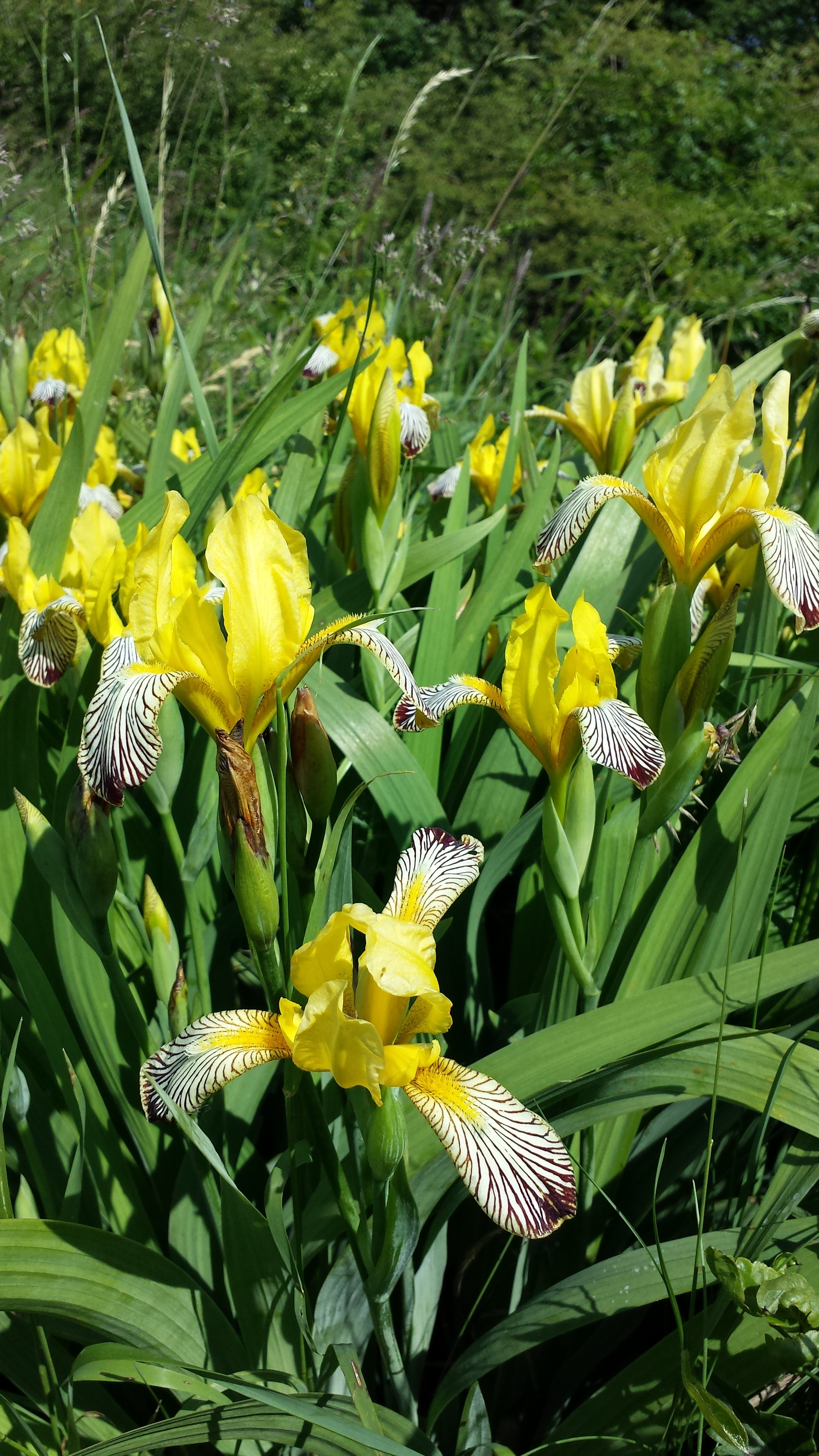
Bunt-Schwertlilie auf Werk XII
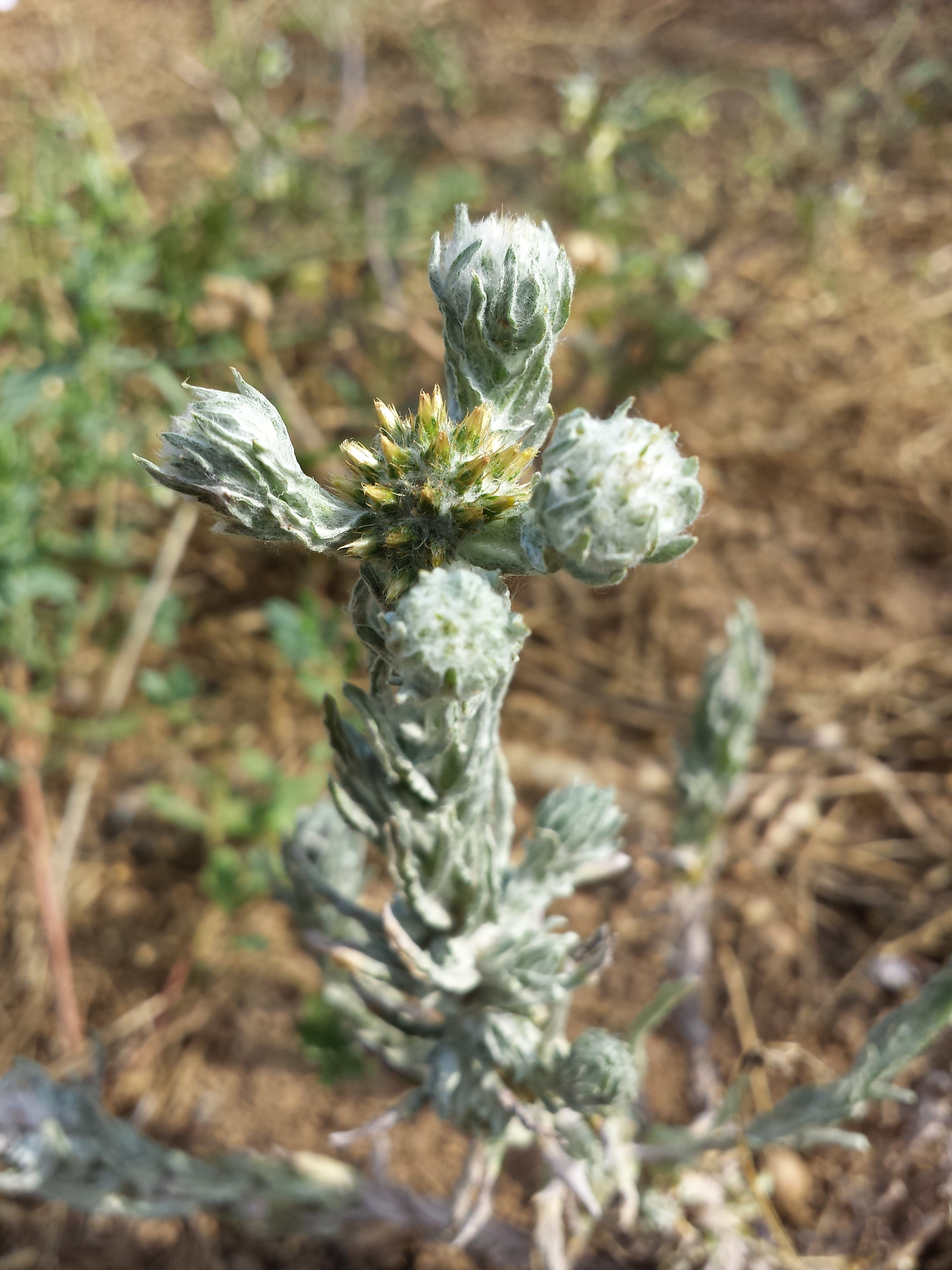
Gewöhnlich-Filzkraut in einem Weingarten zwischen den Schanzen